# 诺曼·切莱比吉汗

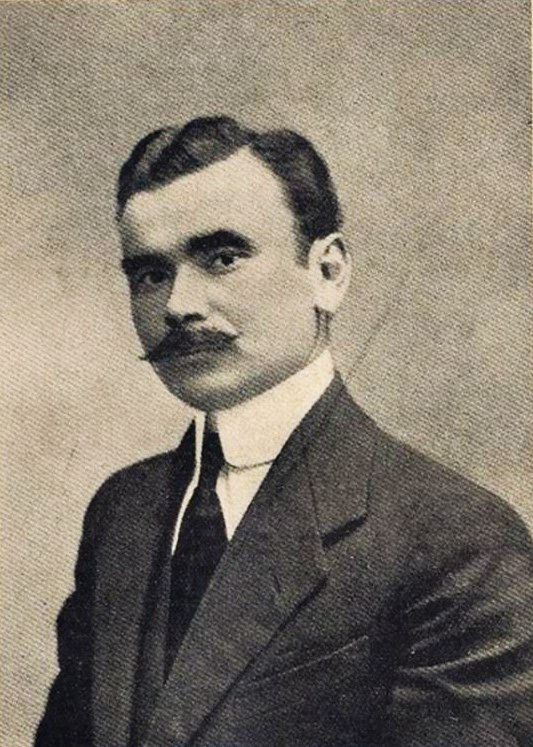
诺曼·切莱比吉汗

诺曼·易卜拉欣奥卢·切莱比吉汗（1885年—1918年2月23日），克里米亞韃靼人政治家、律師、穆夫提、作家。
他出生在克里米亞瓊加爾地區，靠近今日的占科伊。他的家庭富裕，1908年前往鄂圖曼帝國的伊斯坦堡學習。在那裏，他與一批志同道合的克里米亞韃靼人學生組建了「青年韃靼人作家協會」（Yaş Tatar Yazıcılar Cıyını）、「祖國」（Vatan）等組織，此後的「民族黨」（Milliy Fırqa）就是由這兩個組織發展來的。1912年回到家鄉克里米亞。1913年，他进入圣彼得堡心理神经学研究所法学院學習。
第一次世界大戰爆發之際，他回到克里米亞，參與克里米亞獨立運動。1917年，創立「民族黨」（Milliy Fırqa）。1917年12月13日，克里米亞人民共和國成立，他當選為總統。1918年1月，布爾什維克占领了克里米亞，將其逮捕，監禁在塞瓦斯托波尔。2月23日被處決，屍體被扔進黑海。 
他被克里米亞韃靼人視為英雄，诺曼·切莱比吉汗营就是以他名字命名的。